# Dounia Coesens
Pour les articles homonymes, voir Coesens.
Dounia Coesens, née le 20 septembre 1988 à Aix-en-Provence (Bouches-du-Rhône), est une actrice française.
Elle est surtout connue pour son rôle de Johanna Marci dans la série Plus belle la vie, mais aussi pour être un des rôles principaux des séries L'Art du crime, La Doc et le véto, Demain nous appartient et Tom et Lola.

## Biographie

### Famille et enfance
Dounia Coesens passe son enfance à Aix-en-Provence, où elle est née le 20 septembre 1988. Elle est la fille d'Antoine Coesens (acteur-réalisateur) et la sœur cadette de Marie Coesens (actrice) et d'Antoine Coesens Junior (danseur),,.
Elle commence des études de musique dès l'âge de 10 ans, et prend des cours privés de piano avant d'intégrer le conservatoire d'Aix-en-Provence, où elle étudie également le saxophone. En parallèle, elle suit des cours d'art dramatique à la MJC d'Aix-en-Provence,.

### Carrière
En 2004, elle se fait connaître grâce à la série de France 3 Plus belle la vie, alors qu'elle est âgée de quinze ans. Elle y interprète le rôle principal de Johanna Marci, une adolescente capricieuse qui devient une femme d'affaires embourgeoisée. En 2014, elle quitte la série. Elle marque son grand retour dans Plus belle la vie le temps d'une intrigue entre février et avril 2018, puis en septembre 2020, en juillet 2022, et en novembre de la même année pour le final de la série.
Elle joue dans de nombreux courts métrages à partir de 2005.
Elle participe au jeu Fort Boyard en 2008, 2012, 2014 et 2025,.
Elle joue ensuite dans Meurtre à la Rochelle pour France 3 et Instinct sur TF1 mais également au théâtre de la Comédie des Champs-Élysées dans la pièce Si on recommençait d'Éric-Emmanuel Schmitt avec Michel Sardou. Elle se voit confier le rôle principal dans La Disparue du Pyla, téléfilm diffusé en avril 2014 sur France 3.
En 2015 et jusqu'au 2 janvier 2016, elle joue au théâtre du Palais-Royal pour la pièce Des souris et des hommes. Elle rejouera cette même pièce au théâtre de la Michodière jusqu'à l'été 2017. Du 14 au 23 mai 2016, on la retrouve au théâtre Hébertot pour la pièce Le plus beau jour, d'ailleurs diffusée en direct à la télévision en première partie des Molières, le 16 mai sur France 2.
En 2017, elle fait ses premiers pas au cinéma dans le film Vive la crise de Jean-François Davy.
En 2019, elle enregistre sa voix pour des documentaires diffusés sur Arte[réf. souhaitée]. Elle est également l'une des interprètes du téléfilm Le Pont des oubliés sur France 3, et est aux côtés d'Éléonore Bernheim et Nicolas Gob dans la série L'art du crime sur France 2. 
En 2021, elle est l'actrice principale, aux côtés de Michel Cymes, de la série La Doc et le Véto, qui est un succès et  obtient de bonnes critiques. 
Elle apparaît également dans des séries à succès telles que Joséphine, ange gardien, Nos chers voisins'', Commissaire Magellan, Scènes de ménages, Cassandre, Camping Paradis entre autres.
Depuis 2022, elle incarne Romy Saeed dans des épisodes de Demain nous appartient sur TF1.
En 2024, elle est l'un des personnages principaux de la série Tom et Lola sur France 3. Elle y interprète le rôle de Lola Briand, capitaine à la PJ au côté de Pierre-Yves Bon qui incarne Tom Serino, un officier de la brigade des stups.

### Engagement associatif
Elle s'est engagée auprès de l'association ELA, dont elle est marraine depuis 2009.
Tout le monde chante contre le cancer la compte également parmi ses membres depuis 2013.
En 2011, elle apparaît dans un spot de publicité pour la prévention du SIDA.
Par ailleurs, Dounia Coesens devient ambassadrice de la Fondation Claude-Pompidou en avril 2018.

## Filmographie

### Cinéma

#### Longs métrages
- 2017 : Vive la crise ! de Jean Francois Davy : Florence

#### Courts métrages
- 2005 : Un esprit sain de Florian Thomas
- 2005 : Poids plume : La jeune fille
- 2008 : Survivor : Claire
- 2010 : Tears in the rain : Maya
- 2010 : Les Paysages du crime : Muriel
- 2011 : Itw Uncut : Elle-même
- 2011 : Variation : Maria
- 2011 : En attendant Longwood : Pauline Bonaparte
- 2011 : Intérêt général : Valérie
- 2012 : Un autre monde : Blanche
- 2012 : Déconnexion : Léa
- 2015 : Lilou de Sébastien Magianni
- 2016 : Les Âmes sœurs de Marion Filloque : Rose
- 2016 : Dehors tu vas avoir si froid : Pauline
- 2016 : Hasard et sérendipité sont dans un bateau : Serena
- 2018 : Publicité pour la région Sud avec Kad Merad

### Télévision

#### Séries télévisées
- 2004-2014, 2018-2019, 2022 : Plus belle la vie : Johanna Marci
- 2005 : Merci, les enfants vont bien : Alexandra
- 2006 : Le Proc : Nathalie
- 2007 : Le Réveillon des bonnes : Catherine Sevran-Chabot
- 2012 : Joséphine, ange gardien : Une prof [S13-E04] : Fanny Delveaux
- 2013 : Commissaire Magellan : Danielle Dupré
- 2013 : Enquêtes réservées : Lucie Leblanc
- 2013 : Camping Paradis : Camping Circus [S05-E02] : Alice
- 2014 : Nos chers voisins : La fête des voisins : Laurène
- 2016 : Instinct : Louise Lemaître
- 2017 : Nina : Lou Cordellier
- 2017 : Scènes de ménages
- 2018 : Cassandre : À contre-courant [S02-E03] : Nadia Da Costa / Agnès Vaquerie
- 2018 : Commissaire Magellan : Justine Marlberg
- 2019 : Camping Paradis : Cette année là [S10-E05] : Marie
- 2019-2021,2023 : L'Art du crime [S03 à S05 + S07-E01] : Juliette Mariton
- 2021-2024: La Doc et le véto : docteur Emma Colin
- 2022-2024  : Demain nous appartient : Romy Saeed (épisodes 1315 - 1802)
- 2024 : Tom et Lola : Lola
- 2025 : Joseph : Adèle (saison 1, épisode 1)

#### Téléfilms

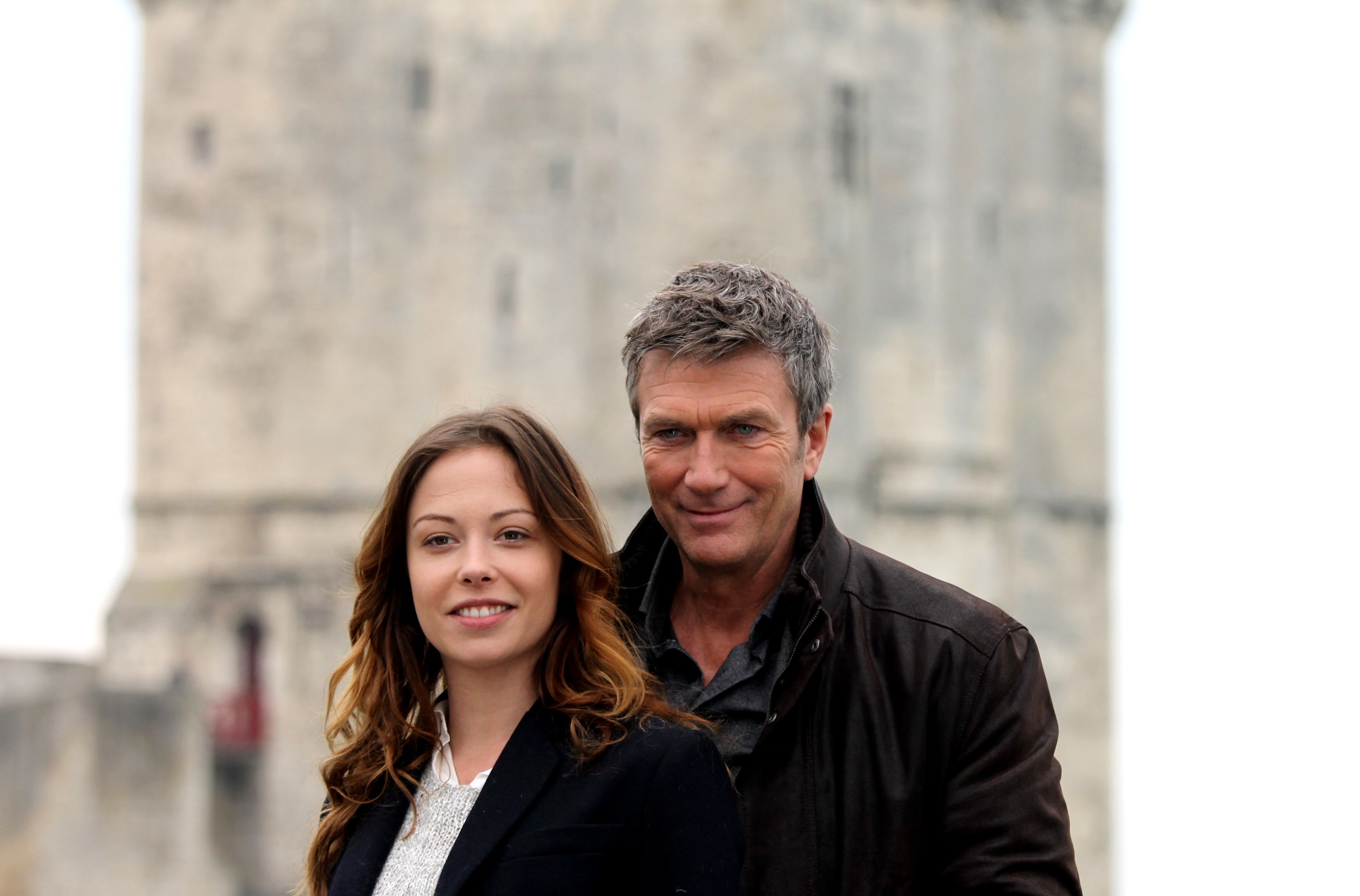
Dounia Coesens et Philippe Caroit sur le tournage de Meurtres à La Rochelle en mars 2015.

- 2006 : Le Temps des amours : Isabelle adolescente
- 2013 : La Disparue du Pyla de Didier Albert : Élise Castel
- 2015 : Meurtres à La Rochelle d'Étienne Dhaene : Justine Balmont
- 2019 : Le Pont des Oubliés de Thierry Binisti : Émilie Magnan

#### Émissions
- 2022 : Les Secrets de Plus belle la vie : Coulisses et confidences (France 3)

### Web séries
- 2016 : FAAAIL
- 2016-2017 : Voilà Voilà
- 2018 : The Beating Hearts Chronicles

### Roman-photo
- 2016 : Le Secret du L.Y.S : Melizenn, de Antoine Besson et Claude Defresne

### Voix
- Fast and Furious 5[réf. nécessaire]

## Théâtre
- 2008 : La femme, le mari et l'amant, mise en scène de Richard Guedj
- 2010 - 2011 : Pauvre France, mise en scène de Bernard Menez et Fabrice Lotou : Martine
- 2012 : Accalmies passagères, mise en scène de Thierry Harcourt : Marie-Annick
- 2012 - 2013 : Va jusqu'où tu pourras - mise en scène de Joëlle Cattino : Dounia
- 2013 : Accalmies passagères de Xavier Daugreilh, mise en scène de Thierry Harcourt, Le Splendid et tournée : Marie-Annick, avec trois autres acteurs de Plus belle la vie
- 2014 : Si on recommençait d'Éric-Emmanuel Schmitt, mise en scène de Steve Suissa : Betty
- 2015 - 2017 : Des souris et des hommes de John Steinbeck, mise en scène de Anne Bourgeois, Philippe Ivancic et Jean-Philippe Évariste, Théâtre du Palais Royal et La Michodière : la femme de Curley
- 2016 : Le Plus beau jour de David Foenkinos, mise en scène Anne Bourgeois, Théâtre Hébertot : Juliette

## Distinctions
En 2009, elle reçoit à 20 ans le trophée des jeunes talents « Jeune Comédien Télé »
En 2018, elle reçoit le prix du festival Oniros en tant que meilleure actrice dans le court-métrage Les âmes sœurs de Marion Filloque.